# Stachytarpheta speciosa
Stachytarpheta speciosa är en verbenaväxtart som beskrevs av Johann Baptist Emanuel Pohl och Johannes Conrad Schauer. Stachytarpheta speciosa ingår i släktet Stachytarpheta och familjen verbenaväxter. Inga underarter finns listade i Catalogue of Life.